# Барадуль
Барадуль — озеро в восточной части полуострова Камчатка. Расположено на территории Усть-Камчатского района Камчатского края России.

## Описание
Барадуль является пресноводным озером. Его площадь составляет около 1,7 км². Расположено в пойме реки Камчатка, в 3 км к северо-западу от устья протоки Кривая.
Берега озера низкие, болотистые поросшие кустарником.

## Происхождение
По данным исследователей, Барадуль относится к группе озёр, образовавшихся за счёт отшнурованных проток и меандр реки Камчатки.